# Krzyż św. Jerzego (nagroda)

Nagroda – Krzyż św. Jerzego

Krzyż św. Jerzego (katal.: Creu de Sant Jordi) – wysokie wyróżnienie katalońskiego Generalitat de Catalunya (wyżej w precedencji znajduje się Złoty Medal Generalitatu Katalonii), przyznawane osobom fizycznym i prawnym zasłużonym na polu języka i kultury katalońskiej. Odznaczenie to wywodzi swoją nazwę od Krzyża świętego Jerzego – patrona Katalonii. Przyznawane jest na podstawie rozporządzenia 457/1981 z dnia 18 grudnia 1981. Co roku nagrodę przyznaje Prezydent Catalunyaim Museu Nacional d’Art de Catalunya. W roku 2016 nagrodą wyróżniono 27 osób i 13 instytucji.
Projekt wyróżnienia wykonał złotnik Joaquín Capdevila.